# Александровская Сопка
Алекса́ндровская Со́пка — одна из вершин водораздельного хребта Урал-Тау (Уральского хребта).
Является одной из визитных карточек города Златоуст. Вершина расположена в границах Миасского городского округа.

## География и история
Расположена в 30 км от центра города Миасс. Высота 843 метра. Имеет форму скалистого гребня, вытянутого с юго-запада на северо-восток. Вершина сложена из причудливых скал, на склонах — курумы. Гора состоит из метаморфических горных пород и кварцитов. Склоны горы почти доверху покрыты темнохвойным лесом.
По Александровской Сопке, как и по всему Уральскому хребту, проходит граница Европы и Азии, ближайший приграничный гранитный обелиск находится южнее, возле станции Уржумка — он возведён в 1892 по проекту инженера-путейца и известного писателя Н. Г. Гарина-Михайловского, простой пограничный столб с указателями на Европу и Азию — у подножия горы в половине километра южнее вершины. Примерно в этом же месте проходила и граница Уфимской и Оренбургской губерний. В настоящее время по Уральскому хребту проходит граница Миасского и Златоустовского городских округов. Граница национального парка «Таганай» проходит по западному склону Уральского хребта, таким образом, Александровская сопка находится за пределами парка.
На склоне горы в 1909 году была построена одна из первых в России «континентальных» радиостанций.
В 1910 году Александровскую Сопку посетил С. М. Прокудин-Горский, сделавший цветные фотографии горы и её окрестностей.

## Топонимика
По-башкирски эта гора, как и весь хребет, называется Урал-Тау.
Русские стали называть сопку Александровской после восхождения на её вершину великого князя Александра Николаевича (будущего императора Александра II) 9 июня 1837 года.
Однако есть сведения, что Александровская Сопка получила свое название в честь императора Александра I, который посещал город Златоуст в 1824 году. Горный инженер Иван Романович Лисенко, в «Горном журнале», ещё за 6 лет до посещения цесаревича Александра Николаевича, уже называет сопку Александровская.